# Phalkes (König von Sikyon)
Phalkes (altgriechisch Φάλκης Phálkēs), der Sohn des Temenos, war in der griechischen Mythologie der Vater des Rhegnidas und König von Sikyon.
Er führte bei Nacht einen Überraschungsangriff auf Sikyon, das von Lakestades regiert wurde, jedoch den Mykenern unterstand. Er eroberte die Stadt und befreite sie so aus mykenischer Hand. Da sowohl Phalkes als auch Lakestades Nachkommen des Herakles waren, fügte er Lakestades kein Leid zu und wurde Mitregent. Sikyon galt von nun an als dorisch. Da Hera ihn nach Sikyon geleitet hatte weihte er einen Tempel für Hera Prodromia („die Führerin“).
Hyrnetho, die Schwester des Phalkes, hatte sich in Deiphontes verliebt und war mit ihm nach Epidauros gegangen. Dies missfiel Phalkes und seinen Brüdern. Deshalb begab er sich mit Kerynes nach Epidauros und wollte sie überreden, nach Argos zurückzukehren. Als sie sich weigerte, entführten sie Hyrnetho. Deiphontes verfolgte sie und tötete Kerynes mit einem Pfeil. Phalkes zu töten wagte er nicht, da er zu nahe bei Hyrnetho auf dem Wagen stand. Als er näher kam, versuchte er sie von dem Wagen zu ziehen. Phalkes umklammerte Hyrnetho so fest, dass sie starb.